# Immeuble 3 rue Taillade
L'immeuble 3 rue Taillade à Sommières est un monument historique situé à Sommières, dans le département français du Gard en région Occitanie.

## Localisation
L'Immeuble est située sur la commune de Sommières, au 3 rue Taillade, il fait l'angle avec l'impasse Camille Randon et la place Jean-Jaurès.

## Historique
Les façades et toitures donnant sur les rues, ainsi que les murs de la cage d'escalier sont inscrits au titre des monuments historiques par arrêté du 28 décembre 1984. L'escalier à loggias avec sa rampe en fer forgé est classé au titre des monuments historiques par le même arrêté.